# Antonio Ejarque Pina
 (8 août 2024).
Antonio Ejarque Pina (Saragosse, 25 mars 1905 - Paris, 22 août 1950) est un anarchiste espagnol.

## Biographie
Ouvrier métallurgique de profession, dès son plus jeune âge, il fut membre de la Confédération nationale du travail (CNT). Il devient membre du comité régional de la CNT d'Aragon. En 1933, il faisait partie du comité révolutionnaire qui promu l'insurrection anarchiste de décembre de la même année,. Après le déclenchement de la Guerre Civile il réussit à s'échapper de Saragosse. Pendant la guerre civile, il fut commissaire politique de la 25e Division et du XVIe Corps d'Armée.
Après la guerre civile, il fut arrêté à Alicante, détenu dans le camp de concentration de Los Almendros dans la capitale, puis transféré au camp de concentration d'Albatera,. Il s'installe en France début 1947. Il y effectue un travail de liaison entre les membres de la CNT de l'intérieur et ceux en exil. Cette même année, il est nommé Secrétaire général de la CNT à l'extérieur en remplacement de Enrique Marco Nadal. Cependant, il fut arrêté par la police franquiste le 22 septembre 1947. Il sera incarcéré à la prison d'Ocaña, dont il réussit à s'évader le 8 mai 1948 avec onze autres détenus. Il parviendra à rejoindre la France, où il a continué à se consacrer à des activités liées à l'anarcho-syndicalisme.